# Sybase Open 1996
Il Sybase Open 1996 è stato un torneo di tennis giocato sul cemento indoor.
È stata la 108ª edizione del SAP Open,
che fa parte della categoria World Series nell'ambito dell'ATP Tour 1996.
Si è giocato nell'HP Pavilion di San Jose negli Stati Uniti,
dal 12 al 19 febbraio 1996.

## Campioni

### Singolare
Pete Sampras ha battuto in finale  Andre Agassi con il punteggio di 6–2 6–3

### Doppio
Trevor Kronemann /  David Macpherson hanno battuto in finale  Richey Reneberg /  Jonathan Stark con il punteggio di 6–4 3–6 6–3